# Flugbewegung
Flugbewegung ist in der Luftfahrt der zusammenfassende Begriff für Starts und Landungen. Als statistische Größe dient die Anzahl der Flugbewegungen pro Zeitspanne vor allem zur Beschreibung und Bewertung der Kapazität und Auslastung von Flugplätzen. Dabei zählen der Start und die Landung jeweils als einzelne Flugbewegungen. Auch im Hinblick auf Fluglärm spielt – neben zahlreichen weiteren Faktoren – die Anzahl an Flugbewegungen und deren Verteilung über den Tagesverlauf eine bedeutende Rolle. Große Verkehrsflughäfen wie der Hartsfield–Jackson Atlanta International Airport kommen derzeit auf bis zu 950.000 Flugbewegungen pro Jahr.
Im Kontext der Flugverkehrskontrolle und der militärischen Luftraumbeobachtung kann unter dem Begriff Flugbewegung auch allgemein die Bewegung eines Luftfahrzeuges im überwachten Luftraum verstanden werden.